# Eduard Pütsep

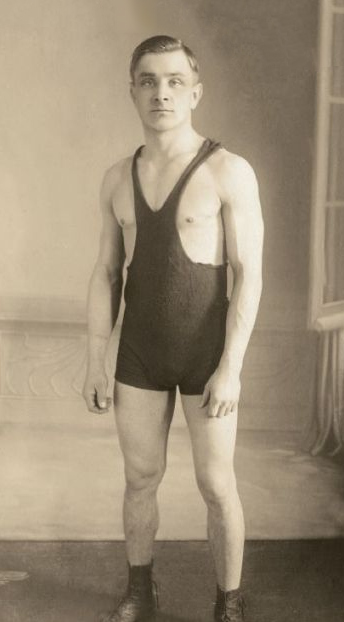
Eduard Pütsep

Eduard Pütsep (* 21. Oktober 1898 in Vastseliina Vald; † 22. August 1960 in Kuusamo, Finnland) war ein estnischer Ringer und Trainer.

## Werdegang
Eduard Pütsep begann in seinem Heimatort mit dem Ringen, wechselte nach den ersten größeren Erfolgen zum Sportclub Kalev Tallinn, wo er sich zu einem Weltklasseringer im griechisch-römischen Stil entwickelte. 1920 nahm Pütsep an den Olympischen Spielen in Antwerpen teil und erreichte dabei im Federgewicht mit drei Siegen den fünften Platz bei 21 Teilnehmern. Im Jahre 1921 wurde er erstmals estnischer Meister im Federgewicht. Im selben Jahr startete Pütsep bei den Weltmeisterschaften in Helsinki im Federgewicht. Das Reglement war damals noch nicht ausgereift. So kam Pütsep mit drei Siegen und drei Niederlagen auf den vierten Platz, wobei die Ringer, gegen die er verlor, Kalle Anttila und Aleksanteri Toivola aus Finnland und Erik Malmberg aus Schweden, alles sehr erfolgreiche Ringer bei Olympischen Spielen, Welt- und Europameisterschaften waren. 1922 wurden in Stockholm noch einmal Weltmeisterschaften durchgeführt, bevor es zu einer langen Pause bis 1950 kam. Pütsep hatte sich im Vergleich zu den Vorjahren noch einmal stark verbessert und kam in der neu eingeführten Bantamgewichtsklasse mit bemerkenswerten Siegen über Kaarlo Mäkinen aus Finnland und Aage Torgensen aus Dänemark auf den zweiten Platz.
1924 feierte Eduard Pütsep den größten Erfolg seiner Ringerlaufbahn. Mit sechs Siegen wurde er bei den Olympischen Spielen in Paris in überlegenem Stil Sieger im Bantamgewicht. Seine härtesten Rivalen waren dabei Anselm Ahlfors und Väinö Ikonen, beide aus Finnland, die aber seinen Sieg nicht verhindern konnten. Den nächsten Start bei einer internationalen Meisterschaft absolvierte Pütsep erst bei der Europameisterschaft 1927 in Budapest. Er erlitt dabei im Finale eine Niederlage gegen den temperamentvollen Italiener Giovanni Gozzi und kam auf den zweiten Platz.
Bei den Olympischen Spielen 1928 in Amsterdam gelangen Pütsep zunächst drei Siege. Er musste dann aber nach einer überraschenden Niederlage gegen Hermann Andersen aus Dänemark wegen des Erreichens von sechs Fehlpunkten ausscheiden, obwohl unter den von ihm besiegten Ringern auch der spätere Olympiasieger Kurt Leucht aus Deutschland war. In der Endabrechnung landete er auf dem sechsten Platz. Pütsep nahm auch an dem Freistil-Wettbewerb im Federgewicht teil, kam aber nicht über eine Erstrundenniederlage gegen den Briten Harold Angus hinaus.
Eduard Pütsep beendete danach seine Laufbahn als aktiver Ringer und wurde 1930 Trainer der lettischen Ringernationalstaffel. Er führte dabei Ringer wie Alberts Zvejnieks, Georgs Ozoliņš und vor allem Edvīns Bietags in die europäische Spitzenklasse. 1939 verließ Eduard Pütsep Estland und lebte bis zu seinem Tode im Jahr 1960 im finnischen Kuusamo.

## Internationale Erfolge
(OS = Olympische Spiele, WM = Weltmeisterschaft, EM = Europameisterschaft, GR = griechisch-römischer Stil, FS = Freistil, Ba = Bantamgewicht, Fe = Federgewicht, damals bis 58 kg bzw. 62 kg Körpergewicht)
- 1920, 5. Platz, OS in Antwerpen, GR, Fe, mit Siegen über Henri Dierickx, Belgien, Wilhelm Olsen, Norwegen und Josef Beránek, Tschechoslowakei und Niederlagen gegen Heikki Kähkönen, Finnland und Aage Torgensen, Dänemark;
- 1921, 4. Platz, WM in Helsinki, GR, Fe, mit Siegen über Ilmari Kinnunen, Jaakko Sohle und Arvo Kangas, alle Finnland und Niederlagen gegen Kalle Anttila und Aleksanteri Toivola, bde. Finnland und Erik Malmberg, Schweden;
- 1922, 2. Platz, WM in Stockholm, GR, Ba, mit Siegen über Bjarne Pedersen, Norwegen, Väinö Ikonen, Finnland, Ruben Scheftelowitz, Dänemark, Kaarlo Mäkinen, Finnland und Aage Torgensen und einer Niederlage gegen Fritjof Svensson, Schweden;
- 1924, Goldmedaille, OS in Paris, GR, Ba, mit Siegen über Antonín Skopový, Tschechoslowakei, Pierre Slock, Belgien, Väinö Ikonen und Anselm Ahlfors, beide Finnland, Sigfrid Hansson, Schweden und Armand Magyar, Ungarn;
- 1927, 2. Platz, EM in Budapest, GR, Ba, mit Siegen über Fritz Maier, Deutschland, Josef Mayerhuber, Österreich, Jan Bózdech, Tschechoslowakei und Armand Magyar und einer Niederlage gegen Giovanni Gozzi, Italien;
- 1928, 6. Platz, OS in Amsterdam, GR, Ba, mit Siegen über Johannes van Maaren, Belgien, Georges Miller, Luxemburg und Kurt Leucht, Deutschland und einer Niederlage gegen Hermann Andersen, Dänemark
- 1928, 9. Platz, OS in Amsterdam, FS, Fe, mit einer Niederlage gegen Harold Angus, Vereinigtes Königreich